# Рассольные сыры

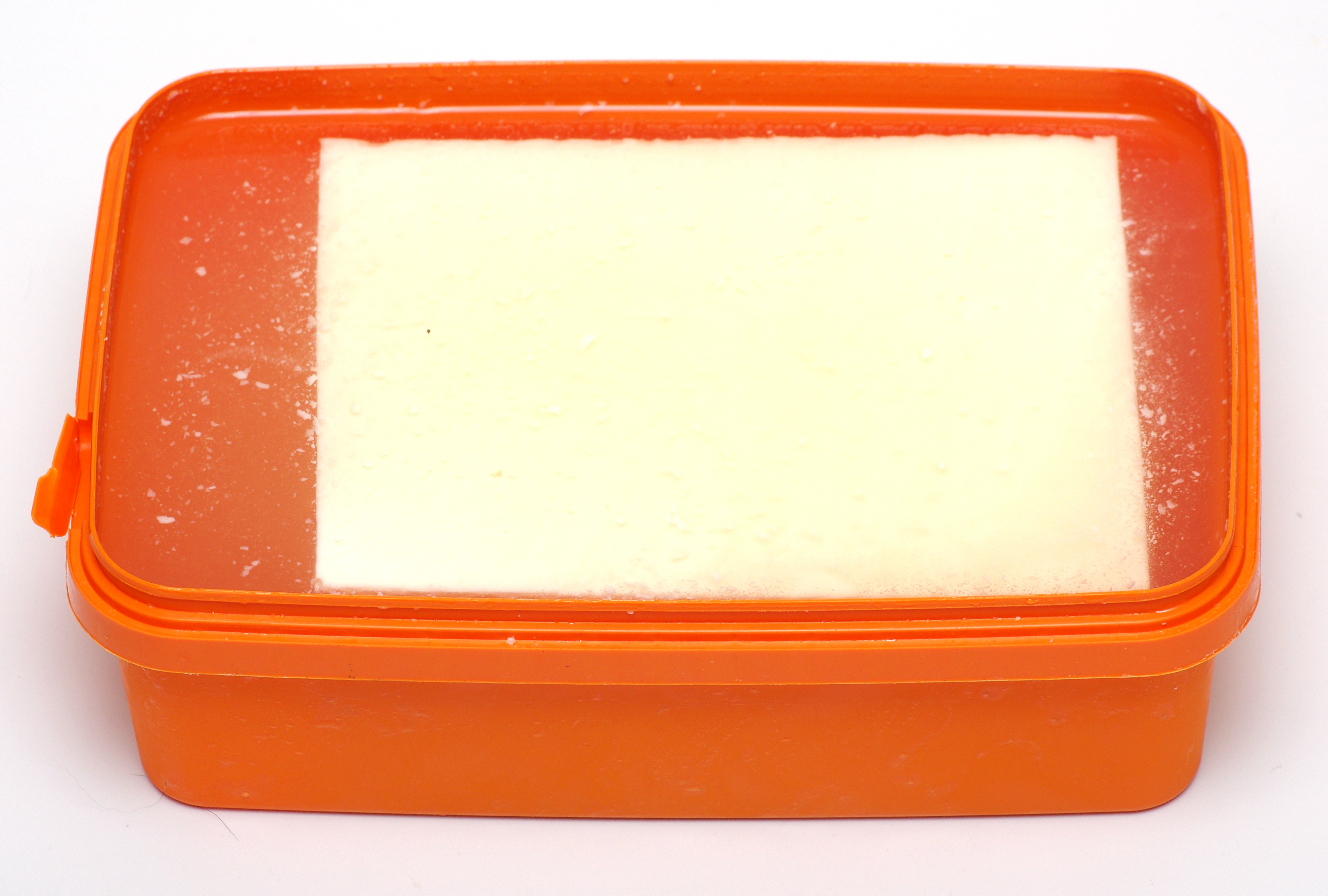
Сыр чанах в рассоле

Рассо́льный сыр — тип сыра, который созревает и хранится в рассоле, поэтому не имеет корки. Рассольные сыры содержат до 7 % соли.
К рассольным сырам относятся брынза, сулугуни, адыгейский сыр, чечил, фета и другие. Некоторые рассольные сыры являются традиционными для Кавказа и Закавказья.
Цвет созревшего сыра от белого до светло-жёлтого. На поверхности могут быть следы серпянки или перфоры. Вкус сырный, солёный. Консистенция однородная, плотность повышается в зависимости от сроков созревания сыра. Рассол полупрозрачный, белого цвета.
Рассольные сыры хранят при температуре от −4 °С до 0 °С и относительной влажности воздуха от 85 % до 90 % или при температуре от 0 °С до 6 °С и относительной влажности воздуха от 80 % до 85 %.

## Основное сырье для производства рассольных сыров

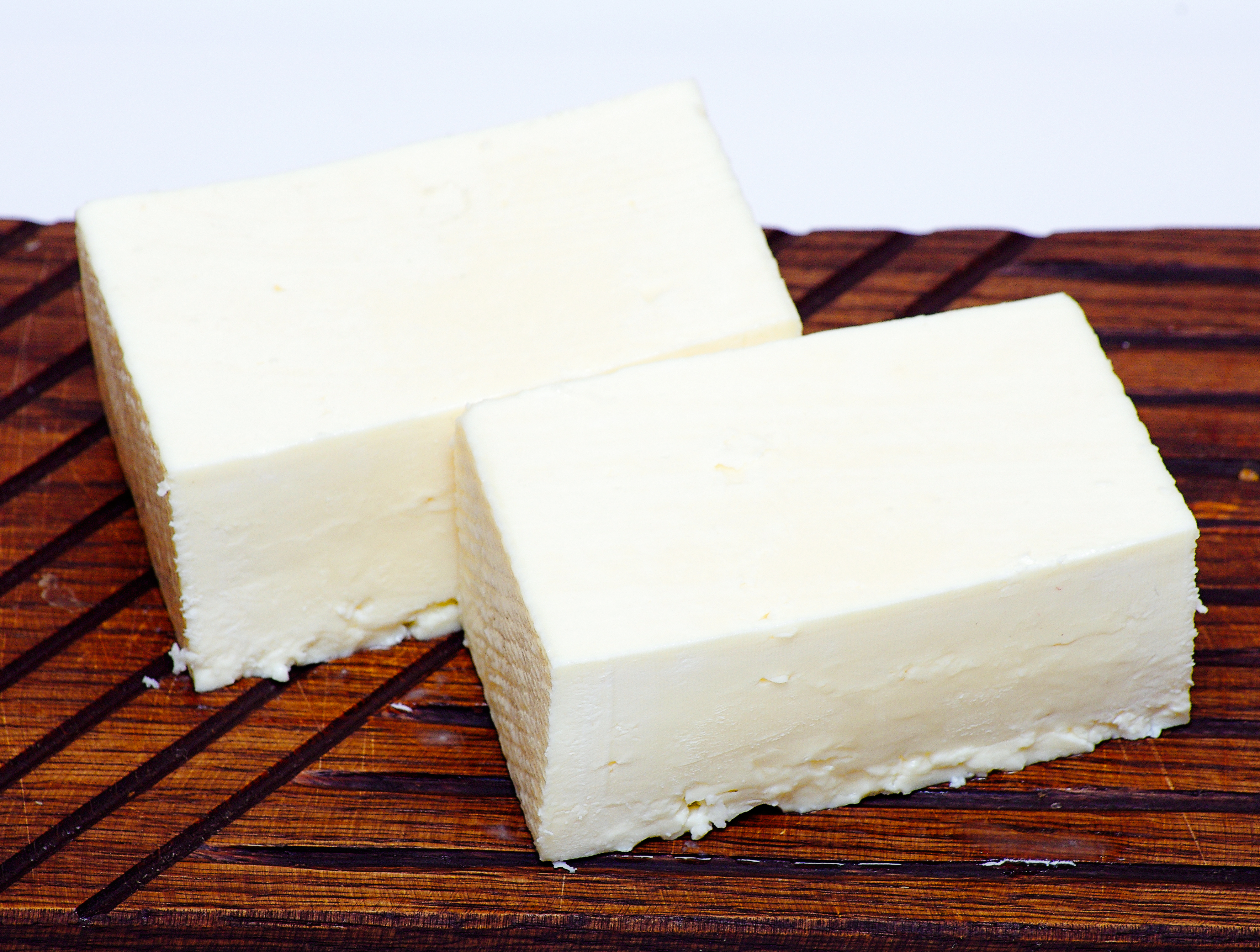
Рассольный сыр

- сырое коровье молоко высшего и первого сортов;
- молоко обезжиренное сырое кислотностью не более 19 °Т;
- сливки сырые;
- пахта сладко-сливочного масла кислотностью не более 19 °Т;
- козье и овечье молоко;
- сухие сливки;
- цельное и обезжиренное сухое молоко;
- сухие молочные продукты, массовой долей белка не менее 50,0 %.

Функционально необходимые ингредиенты:
- бактериальные закваски и концентраты;
- молокосвертывающие ферментные препараты;
- кальций хлористый (Е509);
- вода питьевая;
- соль поваренная пищевая.

## Пищевая и энергетическая ценность
На 100 г продукта:
Жиры: 18—22 г
Белок: 17—23 г
Энергетическая ценность: 240—275 ккал